# Egoli: Plek van Goud
Egoli: Plek van Goud is een Zuid-Afrikaanse soapserie van M-Net, een onafhankelijk Zuid-Afrikaans betaalkanaal. De serie speelt zich af in Johannesburg en gaat over een aantal mensen uit verschillende vlakken van de samenleving. 
Enkele rollen uit de serie zijn: 
- Edwards, die de grote automaatschappij Walco bezit;
- Joe Smith, eigenaar van de Garden World-kwekerij;
- Nora heeft een koffiewinkel;
- Nenna bezit een appartementencomplex waarin een aantal andere karakters wonen.

De taal in de soapserie is grotendeels Engels en Afrikaans, maar de andere talen van het land komen zo nu en dan ook in de dialogen naar voren. 